# Saint-Loup-sur-Semouse
Saint-Loup-sur-Semouse település Franciaországban, Haute-Saône megyében. Lakosainak száma 2842 fő (2022. január 1.). Saint-Loup-sur-Semouse Aillevillers-et-Lyaumont, Ainvelle, Anjeux, Bouligney, Corbenay, Fontaine-lès-Luxeuil, Francalmont, Hautevelle, Magnoncourt és La Pisseure községekkel határos.

## Népesség
A település népessége az elmúlt években az alábbi módon változott:
| Lakosok száma | 3269 | 3256 | 3327 | 3221 | 3206 | 3150 | 3046 | 2944 | 2842 |
|               | 2013 | 2015 | 2016 | 2017 | 2018 | 2019 | 2020 | 2021 | 2022 |